# Cruz Verde, Iliatenco
Cruz Verde är en ort i Mexiko.   Den ligger i kommunen Iliatenco och delstaten Guerrero, i den sydöstra delen av landet, 270 km söder om huvudstaden Mexico City. Cruz Verde ligger 1 163 meter över havet och antalet invånare är 333.
Terrängen runt Cruz Verde är kuperad åt sydost, men åt nordväst är den bergig. Terrängen runt Cruz Verde sluttar söderut. Runt Cruz Verde är det ganska glesbefolkat, med 45 invånare per kvadratkilometer. Närmaste större samhälle är Iliatenco, 4,1 km nordväst om Cruz Verde. I omgivningarna runt Cruz Verde växer huvudsakligen savannskog.